# Protagora
Protágora (starogrško Πρωταγόρας, latinizirano: Prōtagóras), antični grški filozof, utemeljitelj sofistike, * 490 pr. n. št., Abdera, † 420 pr. n. št..
Platon ga je v svojem dialogu Protagoras označil kot zasluženega za iznajdbo sofistike kot poklica. Ustvaril naj bi polemiko z izjavo "Človek je merilo vsega", kar naj bi po Platonovo pomenilo, da ni absolutne resnice, pač pa da je resnica vsakega posameznika drugačna, kar se je popolnoma razlikovalo od ostalih mišljenj filozofov, ki so trdili, da je vse nastalo na podlagi nečesa objektivnega, kar je izven človekovega vpliva ali zaznavanj.
Zaradi trditve, da o bogovih, človekovem bivanju in bistvu ne vemo ničesar, je bil obtožen brezboštva in pregnan. Umrl je v brodolomu na poti na Sicilijo. Protagora je edini med sofisti, ki je kazal tudi filozofsko zanimanje in je z dragocenimi ugotovitvami osvetlil bistvo človeškega spoznanja. Zato Platon le njega v svojih dialogih omenja kot misleca in ga skupno s Heraklitom, Parmenidom in Eupedoklom imenuje kot modrega.

## Življenje
Protagora se je rodil leta 490 pr. n. št v Trakiji v mestu Abdera. Aulus Gellius pravi, da je sprva živel kot nosač, ki ga je nekega dne videl Demokrit, medtem, ko je Protagora nosil kose lesa, zvezane z vrvjo. Demokrit je opazil, da je Protagora les zvezal z neverjetno geometrijsko natančnostjo, in sklepal, da je Protagora zelo nadarjen matematik. Vzel ga je k sebi in ga začel poučevati o filozofiji. Protagora je postal znan v Atenah, kjer se med drugim spoprijateljil tudi s Periklejem.
Glede na Diogenesa Laertiusa je agnostično stališče, ki ga je Protagora zavzemal vzbudil jezo in povzročil, da so ga Atenci izgnali iz mesta ter vse kopije njegovih knjig zbrali in sežgali na trgu.
Letnice njegovega rojstva in smrti niso nikjer zapisane, vendar pa so na podlagi drugih zapisov vsaj približno določene. Platon je v delu Protagora zapisal, da bi lahko bil po starosti Protagora Sokratov oče, torej ni rodil kasneje kot 490 pr. n. št. V Menu pa je Platon zapisal, da je Protagora umrl po 40 letih poučevanja sofizma, kar pomeni, da je bil star 70 let, ko je umrl, torej okrog leta 420 pr. n. št.

## Filozofija
Kljub temu, da je bil Demokrit njegov mentor, z njim ni delil njegovega navdušenja za matematiko. Protagora je bil skeptik glede uporabe teoretične matematike v naravi, verjel je, da se matematike sploh ni vredno učiti.
Protagora je bil poznan tudi kot učitelj tém, povezanih z vrlinami in politiko. Spraševal se je, če je možno človeka naučiti njegovih vrlin, kar je bilo pogosto vprašanje v Grčiji v 5. stoletju pr. n. št.
V delu Protagora Platon pravi, da Protagora "uči pravilen način ukvarjanja z lastnimi in javnimi zadevami, kako voditi gospodinjstvo, in pa kakšna je najboljša kombinacija besed in dejanj".
Zanimala ga je tudi ortoepija, veda o pravilni uporabi besed, ampak je na tem področju veliko manj znan kot Prodik, tudi sofist. Protagora se v platonskem dialogu, kjer interpretira Simondejevo pesem, osredotoči na uporabo besed, njihov dobesedni pomen in avtorjeve namere. Tudi Aristotel je dejal, da je Protagora delal na pravilni uporabi in uvrščanju spolov kot struktur v jeziku.

### Relativizem
Protagora je dejal, da sta v vsakem argumentu dve nasprotujoči si mnenji.
Zaslužen je za filozofijo relativizma, ki jo razlaga v svojem delu Resnica (ali Ovržba). Vse v tem delu izhaja iz trditve "Človek je merilo vseh stvari: stvari, ki so, da so, stvari, ki jih ni, da jih ni.". S tem Protagora razlaga, da je vsak posameznik zase merilo kako le ta razume stvari. Torej, stvari so, ali niso res le če si posamiznik le te tako predstavlja. Na primer, oseba A verjame, da je mraz, medtem ko oseba B verjame, da je vroče. V skaldu s Protagoro v tem primeru ni absolutne resnice. Resnica je relativna in se spreminja glede na posameznika. Ampak ta izrek se je po Protagorovi smrti prenašal iz ust do ust, in danes, kot pri veliko drugih predsokratskih filozofih, je pravi pomen prepuščen naši interpretaciji. Če je namesto besede χρήματα, ki pomeni "v zvezi z ljudmi", uporabil ὄντα, subjekt (takrat bolj razžirjena beseda), se pomen spremeni. Platon je v svojem dialogu Teajtet (Θεαίτητος), poimenovanem po atenskem matematiku napisal, da kontroverzne ideje verjetno izhajajo iz bolnega telesa oziroma uma. Kljub temu, da se vsi pogledi na nek problem zdijo resnični, in morda enakovredni, nimajo enake teže. Nek pogled je lahko uporaben, koristen za posameznika in drug škodljiv. Protagora je verjel, da bi sofist moral učiti, kako razlikovati različne poglede; učiti vrlino.
Platon, kot tudi nekateri moderni misleci, pripisuje relativizem Protagori in uporablja nauke njegovega predhodnika kot folijo za svojo zavezanost k objektivni in prehodni stvarnosti in vrednotam. Platon pripisuje Protagori, da je začel to, čemur danes rečemo fenomenalizem.
Protagora v Platonovem Teajtetu jasno razloži, da so nekatera od teh spornih stališč lahko posledica slabega telesa ali uma. Poudaril je, da čeprav so, ali pa se zdijo, vsi pogledi enako resnični, in bi morali biti enakovredno spoštovani, zagotovo ne nosijo enake teže. En pogled je lahko koristen in prednosten za neko osebo, medtem ko se lahko dojemanje drugega izkaže kot škodljivo. Zato je Protagora verjel, da bi moral sofist naučiti študenta, kako razlikovati med njimi, torej ga naučiti vrline. Vendar Platon kot tudi Aristotel nasprotujeta nekaterim trditvam Protagore o relativnosti. Trdita, da bi s trditvijo, da je resnica relativna, Protagora tako lahko katerokoli trditev prevzel kot resnično.
Ker je poznavanje večine njegovega dela posredovana preko Platona in so njegova dela ohranjana fragmentarno preko ostalih piscev, je razen splošne filozofske relativistične drža težava ugotoviti podrobnosti njegove filozofije. Sodobnega relativizma ne gre povsem enačiti z antičnim. Carol Poster navaja, da s sodobno predstavo znanstvenega razmišljanja in objektivne resnice, na primer, raje kot, da upošteva posameznikovo občutje, sodoben filozof uporabi moderen inštrument, da izmeri temparaturo in tako vidi znanstveno predstavo temparature, medtem, ko bi grške metode pozvale k širšemu filozofskemu razmišljanju.

### Agnosticizem
Protagora naj bi tudi bil podpornik agnosticizma. V izgubljenem delu O bogovih naj bi zapisal, da je nemogoče trditi, ali bogovi obstajajo ali ne, zaradi nejasnosti téme in kratkosti človeškega življenja.
Diogen Laertij pravi, da je bilo njegovo stališče označeno za agnostično, kar je vzbudilo jezo in povzročilo, da so ga Atenci izgnali iz mesta in vse kopije njegovih knjig sežgali na trgu. Namerno uničenje njegovih del omenja tudi Cicero.
Klasicist John Burnet v to dvomi, saj sta Diogen Laertij in Cicero pisala na stotine let kasneje in ker tako njegovo preganjanje ni omenjeno s strani nobenega od njegovih sodobnikov, ki so se obsežno sklicevali nanj. Burnet navaja, da tudi, če so bile nakatere njegove knjige sežgane, jih je preživelo dovolj, da je o njih mogoče razpravljati v naslednjih stoletjih.

### Raznolikost tém
Le malo del Protagore se je ohranilo do danes. Vemo pa, da je napisal kar nekaj del. Na primer, delo Resnica citira tudi Platon. Po navedbah leksikografa Diogena Laertija naj bi Protagora napisal vsaj 11 obsežnejših del: (O bogovih, Protigovori, O rokoborbi, O častihlepnosti, O ureditvi polisa, O matematiki, O napačnem človeškem ravnanju, O (rečeh) v Hadu, Veščina prepiranja, O krepostih, O prvotni ureditvi stvari).